# نهاد کتابخانه‌های عمومی کشور
نهاد کتابخانه‌های عمومی کشور براساس قانون تأسیس و نحوه اداره کتابخانه‌های عمومی مصوب ۱۳۸۲ متولی قانونی اداره کتابخانه‌های عمومی در ایران است. پیش از تصویب این قانون کتابخانه‌های عمومی کشور تحت عنوان هیئت امنای کتابخانه‌های عمومی کشور زیر نظر وزارت فرهنگ و ارشاد اسلامی اداره می‌شد اما بعد از تصویب این قانون نهاد کتابخانه‌های عمومی به صورت نهاد عمومی غیردولتی و مستقل آغاز به فعالیت کرد.
بر اساس این قانون، غیر از هفت کتابخانه که در تبصره ۲ ماده ۱۱ استثنا شده‌اند، هر کتابخانه‌ای که می‌خواهد به عنوان «کتابخانه عمومی» در ایران فعالیت کند، باید زیر نظر نهاد کتابخانه‌های عمومی کشور و مطابق با این قانون اداره شود. هفت استثناء این قانون عبارتند از: کتابخانه ملی، کتابخانه آستان قدس رضوی، کتابخانه آستان حضرت معصومه (س)، کتابخانه آستان حضرت عبدالعظیم (ع)، کتابخانه آستان احمدبن موسی (ع) (شاه چراغ شیراز)، کتابخانه آیت‌الله‌العظمی‌مرعشی نجفی و کتابخانه مجلس شورای اسلامی.
عنوان رسمی نهاد کتابخانه‌های عمومی کشور برای محافل بین‌المللی Iran Public Libraries Foundation است.

## قانون تأسیس و نحوه اداره کتابخانه‌های عمومی
این قانون بعد از تصویب لایحه شماره ۳۶۳۰۲/۲۵۸۸۲ مورخ ۲۸/۷/۱۳۸۱ دولت در مورد تأسیس و نحوه اداره کتابخانه‌های عمومی در جلسه علنی روز یکشنبه مورخ ۱۷/۱۲/۱۳۸۲ مجلس شورای اسلامی تصویب و در تاریخ ۲۵/۱۲/۱۳۸۲ به تأیید شورای نگهبان‌رسیده‌است. بر اساس این قانون تأسیس، ساخت، تجهیز و بازسازی، توسعه، مدیریت، نظارت و سایر امور کتابخانه‌های عمومی در سراسر کشور به موجب این قانون انجام می‌شود.

### ترکیب هیئت امناء
بر اساس ماده ۲ این قانون هیئت امنا کتابخانه با ترکیب زیر شکل می‌گیرد:
الف- وزیر فرهنگ و ارشاد اسلامی (رئیس هیئت امناء).
ب- رئیس شورای عالی استان‌ها.
ج- معاون ذیربط از سازمان مدیریت و برنامه‌ریزی کشور.
د- یک عضو از کمیسیون فرهنگی به پیشنهاد آن کمیسیون و تصویب مجلس شورای اسلامی به عنوان ناظر.
ه - رئیس کتابخانه ملی ایران.
و- پنج نفر از صاحب‌نظران و شخصیت‌های علمی فرهنگی کشور که حداقل دو نفر آنان را بانوان تشکیل دهند به پیشنهاد وزیر فرهنگ و ارشاد اسلامی و با حکم رئیس‌جمهور برای مدت چهارسال انتخاب می‌شوند که یک نفر از آنان به انتخاب وزیر فرهنگ و ارشاد اسلامی به عنوان دبیرکل هیئت امناء مسئولیت اداره امور دبیرخانه را به عهده خواهد داشت.

### اعضای هیئت امناء
| سال                       | اعضای حقیقی هیئت امناء | اعضای حقوقی هیئت امناء |
| ۱۳۸۴–۱۳۸۶ (دوره اول)      | - محمدحسین ملک‌احمدی؛ - سید جعفر شهیدی؛ - علی‌اصغر شعردوست؛ - فاطمه راکعی؛ - حمیده معین تقوی                                                             | الف- وزیر فرهنگ و ارشاد اسلامی (رئیس هیئت امنا)؛ احمد مسجدجامعی ب- رئیس شورای عالی استانها؛ منصور روشناسی ج- معاون ذیربط از سازمان مدیریت و برنامه‌ریزی کشور؛ مجتبی صدیقی د- یک عضو از کمیسیون فرهنگی به پیشنهاد آن کمیسیون و تصویب مجلس شورای اسلامی به عنوان ناظر؛ حجت‌الاسلام و المسلمین رضا آشتیانی عراقی ه - رئیس کتابخانه ملی ایران؛ سید محمدکاظم موسوی بجنوردی |
| ۱۳۸۶–۱۳۹۰ (دوره دوم)      | - منصور واعظی؛ - رضا داوری اردکانی؛ - علی زارعی نجف دری؛ - محبوبه مباشری؛ - سیمین دخت وحیدی                                                            | الف- وزیر فرهنگ و ارشاد اسلامی (رئیس هیئت امنا)؛ محمدحسین صفار هرندی ب- رئیس شورای عالی استانها. ج- معاون ذیربط از سازمان مدیریت و برنامه‌ریزی کشور. د- یک عضو از کمیسیون فرهنگی به پیشنهاد آن کمیسیون و تصویب مجلس شورای اسلامی به عنوان ناظر. ه - رئیس کتابخانه ملی ایران؛ علی‌اکبر اشعری                                                                           |
| ۱۳۹۰–۱۳۹۲ (دوره سوم)      | - منصور واعظی؛ - رضا داوری اردکانی؛ - علی زارعی نجف دری؛ - محبوبه مباشری؛ - سیمین دخت وحیدی                                                            | الف- وزیر فرهنگ و ارشاد اسلامی (رئیس هیئت امنا)؛ محمدحسین صفار هرندی و سید محمد حسینی ب- رئیس شورای عالی استانها؛ مهدی چمران ج- معاون ذیربط از سازمان مدیریت و برنامه‌ریزی کشور؛ رحیم مبینی د- یک عضو از کمیسیون فرهنگی به پیشنهاد آن کمیسیون و تصویب مجلس شورای اسلامی به عنوان ناظر؛ داوود منظور ه - رئیس کتابخانه ملی ایران؛ اسحاق صلاحی                          |
| ۱۳۹۲–۱۳۹۶ (دوره چهارم)    | - علیرضا مختارپور قهرودی (جایگزین محمدحسین ملک احمدی)؛ - سید عباس صالحی؛ - حجت‌الاسلام و المسلمین سید علی حسینی؛ - فریده عصاره؛ - مهردخت وزیرپور کشمیری | الف- وزیر فرهنگ و ارشاد اسلامی (رئیس هیئت امنا)؛ علی جنتی و سید عباس صالحی ب- رئیس شورای عالی استانها. ج- معاون ذیربط از سازمان مدیریت و برنامه‌ریزی کشور. د- یک عضو از کمیسیون فرهنگی به پیشنهاد آن کمیسیون و تصویب مجلس شورای اسلامی به عنوان ناظر. ه - رئیس کتابخانه ملی ایران؛ سید رضا صالحی امیری                                                               |
| ۱۳۹۶–آذر ۱۴۰۰ (دوره پنجم) | - علیرضا مختارپور قهرودی؛ - محسن جوادی؛ - هوشنگ مرادی کرمانی؛ - مهری پریرخ؛ - فاطمه فهمیم‌نیا                                                           | الف- وزیر فرهنگ و ارشاد اسلامی (رئیس هیئت امنا)؛ سید عباس صالحی ب- رئیس شورای عالی استان‌ها؛ عليرضا احمدی ج- معاون ذیربط از سازمان مدیریت و برنامه‌ریزی کشور؛ هادی جعفرنژاد د- یک عضو از کمیسیون فرهنگی به پیشنهاد آن کمیسیون و تصویب مجلس شورای اسلامی به عنوان ناظر؛ محمداسماعیل سعیدی (جایگزین طیبه سیاوشی شاه‌عنایتی) ه - رئیس کتابخانه ملی ایران؛ اشرف بروجردی    |
| ۱۴۰۰–دی ۱۴۰۳ (دوره ششم)   | - مهدی رمضانی؛ - یاسر احمدوند؛ - عصمت مومنی؛ - فاطمه عزیزآبادی فراهانی؛ - محسن پرویز                                                                   | الف- وزیر فرهنگ و ارشاد اسلامی (رئیس هیئت امنا)؛ محمدمهدی اسماعیلی ب- رئیس شورای عالی استان‌ها؛ پرویز سروری. ج- معاون ذیربط از سازمان مدیریت و برنامه‌ریزی کشور؛ علیرضا علی‌احمدی. د- یک عضو از کمیسیون فرهنگی به پیشنهاد آن کمیسیون و تصویب مجلس شورای اسلامی به عنوان ناظر؛ امیرحسین بانکی پورفرد. ه - رئیس کتابخانه ملی ایران؛ علیرضا مختارپور قهرودی               |
| ۱۴۰۳–تاکنون (دوره هفتم)   | - آزاده نظربلند - فریبا افکاری - محمدعلی مهدوی‌راد - محسن اسماعیلی - محسن جوادی                                                                         | الف- وزیر فرهنگ و ارشاد اسلامی (رئیس هیئت امنا)؛ سید عباس صالحی ب- رئیس شورای عالی استان‌ها؛ موسی‌الرضا حاجی‌بگلو. ج- معاون ذیربط از سازمان مدیریت و برنامه‌ریزی کشور؛ ؟؟؟. د- یک عضو از کمیسیون فرهنگی به پیشنهاد آن کمیسیون و تصویب مجلس شورای اسلامی به عنوان ناظر؛ ؟؟؟. ه - رئیس کتابخانه ملی ایران؛ غلامرضا امیرخانی                                               |